# Атажукин, Магомед
Мухаммед Атажукин (Магомед Сидаков) (? — 1745) — кабардинский князь из рода Мисостовых.

## Биография
Внук старшего князя-валия Кабарды Мисоста-мирзы Казиева, родоначальника княжеского рода Мисотовых. Будучи старшим племянником князя-валия Кабарды Исламбека Мисостова (1721—1732), имел большое влияние в Кабарде. Более известен как Магомед Сидаков. Сидак — второе (домашнее) имя его отца.
В 1732 году князь Магомед Атажукин (Сидаков) возглавил кабардинское посольство в Санкт-Петербург. В феврале 1732 года Атажукин имел аудиенцию у вице-канцлера А. И. Остермана, а 5 марта и 2 июля — у российской императрицы Анны Иоанновны (1730—1740). Ему была вручена грамота к кабардинским князьям с обещанием помощи и защиты от Крымского ханства.
Магомед Атажукин играл заметную роль в баксанской группировке князей Большой Кабарды (князья Атажукины и Мисостовы), о чем свидетельствует прошение в 1743 году кабардинских князей, среди которых и Атажукин, на имя российской императрицы Елизаветы Петровны (1741—1761). Это прошение князь Магомед Атажукин вручил в Санкт-Петербурге вице-канцлеру А. П. Бестужеву-Рюмину. В ноябре 1743 года Атажукин получил ответ от Коллегии иностранных дел, где сообщалось об удовлетворении всех просьб кабардинцев. Князь Магомед Атажукин был принят новой императрицей России Елизаветой Петровной (28 ноября 1743 года). По её указу за свои дипломатические труды он был награждён золотой и серебряной медалями. Последний раз упоминается в документах за декабрь 1745 года.